# Кевийонкур
Кевийонку́р (фр. Quevilloncourt) — коммуна во французском департаменте Мёрт и Мозель, региона Лотарингия. Относится к  кантону Везлиз.

## География
Кевийонкур расположен в 26 км к югу от Нанси. Соседние коммуны: Везлиз на севере, Тантонвиль на западе, Форсель-Сен-Горгон на юге, Вронкур и Этреваль на юго-западе, Оньевиль на северо-западе.

## Демография
Население коммуны на 2010 год составляло 113 человек.
| 1962 | 1968 | 1975 | 1982 | 1990 | 1999 | 2010 |
| ---- | ---- | ---- | ---- | ---- | ---- | ---- |
| 88   | 82   | 64   | 63   | 76   | 86   | 113  |